# Laophila sabulicolor
Laophila sabulicolor är en fjärilsart som beskrevs av Turner 1919. Laophila sabulicolor ingår i släktet Laophila och familjen mätare. Inga underarter finns listade i Catalogue of Life.